# Tracasset
Un tracasset est un petit véhicule motorisé à trois roues avec pont arrière utilisé par le vigneron en Suisse. D'origine vaudoise, il sert dans d'autres vignobles romands. 

## Description
Dans les vignobles abrupts du canton le vigneron utilise un treuil monté sur une brouette pour tirer la charrue dans la vigne. Le tracasset utilise ce dernier pour actionner ses roues arrière. On installe simplement le treuil à l'arrière du tricycle, après lui avoir enlevé les bras et la roue. Le coffre servant de caisse à outils fait office de siège. Il est équipé de moteur Japy, Bernard ou Briggs & Stratton (en) et il a une largeur de 1,40 m. Le tracasset peut effectuer des pointes de vitesse jusqu'à 25 km/h.

## Inventeur
Le tracasset est inventé par Henri Martin, habitant la commune de Perroy, en 1950[réf. nécessaire].
Un premier « chariot à moteur » (dénomination officielle de ce véhicule par le service des automobiles cantonal vaudois[réf. souhaitée]), est inventé et construit par Francis Bron, à Épesses vers la fin des années 1940[réf. nécessaire]. Il s'agissait d'un châssis à 3 roues avec un guidon et sur lequel était fixé un treuil de vigne. Sur un axe de ce treuil était claveté un pignon à chaîne qui entraînait l'essieu arrière. Francis Bron acheminait ainsi son treuil, ainsi que la charrue et quelques sacs d'engrais « aguillés » sur cet engin le long des chemins escarpés de Lavaux pour se rendre à la vigne. 
Henri Martin, constructeur mécanique, vient livrer une machine à Épesses. Il protège l'invention et les construit en série[réf. nécessaire].

## Production
Environ 300 tracassets ont été produits jusqu'en 1975.

## Compétition
Il existe un championnat mondial qui se déroule tous les deux ans à Épesses, au cœur du vignoble de Lavaux.

## Musée
Le musée du château de Boudry expose un tracasset.